# Autocar de police
 (décembre 2016).

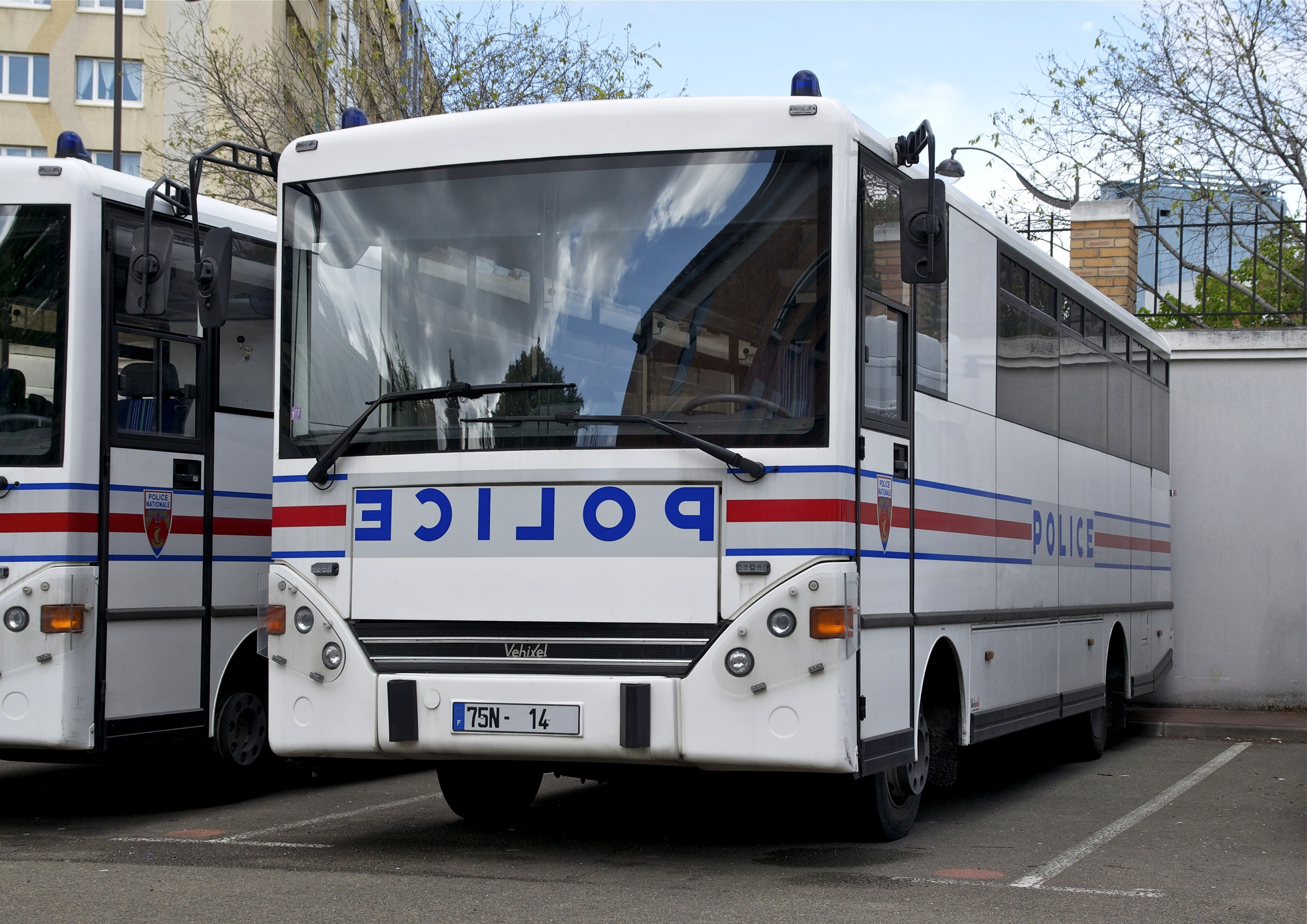
Autobus Vehixel de la police nationale française

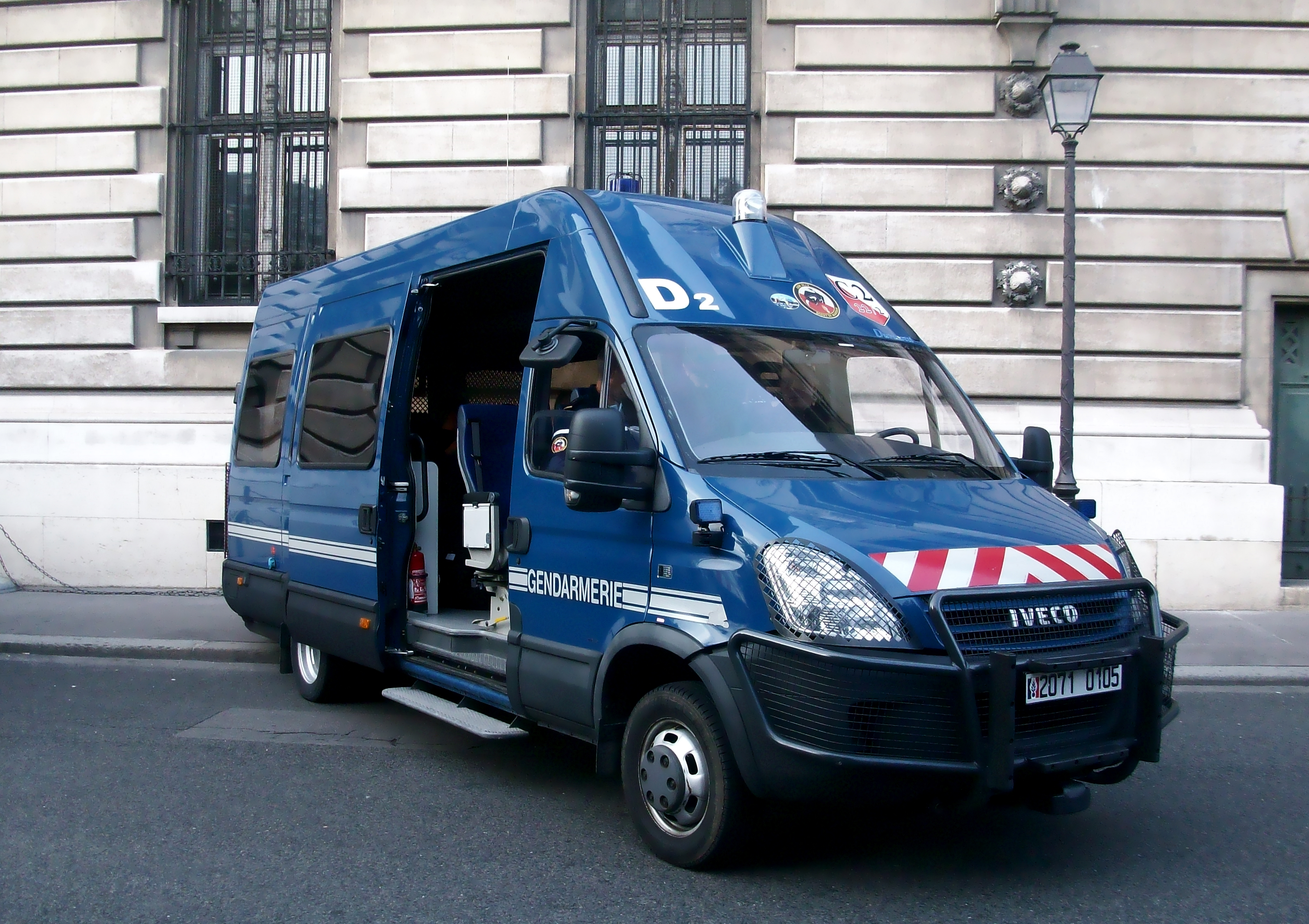
Minibus Iveco Daily de la Gendarmerie mobile française

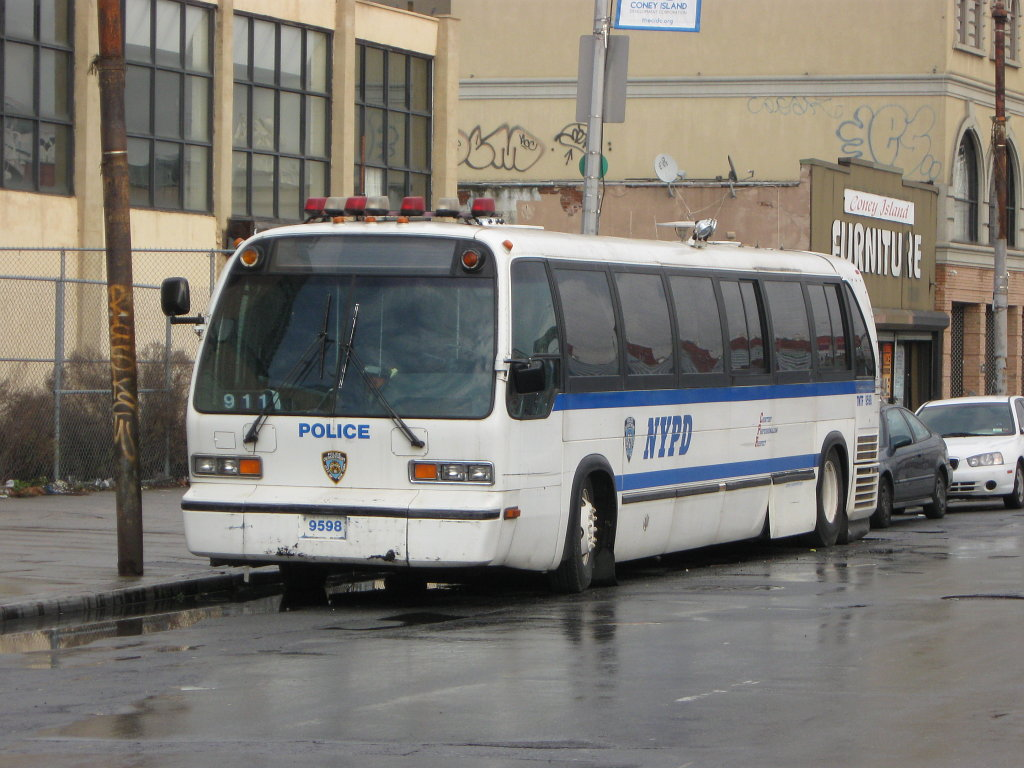
Un autobus du New York City Police Department

Un autocar de police, ou car de police, est un autocar classique ou un minibus utilisé par les forces de police ou de gendarmerie pour de multiples situations. 
Selon l'usage, les cars de police peuvent avoir une livrée indiquant son appartenance à la police, et ont également un équipement spécifique installé à leur bord. Les cars de police peuvent être des véhicules ordinaires ou avoir un certain degré de protection anti-émeute voire un blindage. 
Les autocars de transport sont utilisés par les forces de police pour transporter un grand nombre de policiers (des CRS par exemple) vers une zone donnée, comme pour le contrôle des foules lors d'événements divers et de démonstrations sportives, ou pour faciliter les déploiements à grande échelle afin de contrôler des émeutes plus graves, telles que la grève des mineurs britanniques (1984 -1985) ou les émeutes de 2005 dans les banlieues françaises. Ceux-ci peuvent être des autocars appartenant à la police mais aussi des véhicules réquisitionnés par la police à cet effet. Les cars de police peuvent aussi être utilisés comme véhicules d'entrainement.
Les cars de police sont également utilisés dans des grands événements comme un poste de police provisoire, où les personnes détenues peuvent être traitées, et incarcérées jusqu'au transfert dans un autre véhicule. Ils peuvent également servir de véhicules de transport de prisonniers (personnes interpellées dans une émeute par exemple). Un car de police peut aussi être un poste de commandement mobile.
Les forces de police peuvent également utiliser les autocars convertis par un constructeur d'autobus ou à une entreprise spécialisée (à l'exemple de Gruau ou de Renault Tech en France), à des fins plus spécifiques. 
Les autres rôles des autocars de police peuvent également inclure l'utilisation dans les campagnes d'information, de recrutement et de sensibilisation du public.